# Saint-Gratien-Savigny
Saint-Gratien-Savigny là một xã của tỉnh Nièvre, thuộc vùng Bourgogne-Franche-Comté, miền trung nước Pháp.